# 天主教萊凱教區
天主教萊凱教區（拉丁語：Dioecesis Caiesensis）是海地一個羅馬天主教教區，屬太子港總教區。
教區於1861年10月3日成立，2001年有教友933,000人，佔轄區總人口66.6%。教區下轄四十三個堂區，有八十三名司鐸。現任教區主教為希布利·朗格盧瓦樞機。